# Абель-Тасман (національний парк)
Абель-Тасман (англ. Abel Tasman National Park) — національний парк розташований на крайній півночі Південного Острова, в південній частині затоки Голден-Бей в Новій Зеландії. Національний парк сформований 1942 року. Займає маленьку площу всього 225,3 км² і є найменшим за площею національним парком в Новій Зеландії. Назва парку дано на честь Абеля Тасмана, який є першим європейцем, що відкрив бік Нової Зеландії в 1642 році.

## Клімат
Парк знаходиться у зоні, котра характеризується морським кліматом. Найтепліший місяць — лютий із середньою температурою 17.2 °C (63 °F). Найхолодніший місяць — липень, із середньою температурою 8.3 °С (47 °F).
| Клімат парку Абель-Тасман | Клімат парку Абель-Тасман | Клімат парку Абель-Тасман | Клімат парку Абель-Тасман | Клімат парку Абель-Тасман | Клімат парку Абель-Тасман | Клімат парку Абель-Тасман | Клімат парку Абель-Тасман | Клімат парку Абель-Тасман | Клімат парку Абель-Тасман | Клімат парку Абель-Тасман | Клімат парку Абель-Тасман | Клімат парку Абель-Тасман | Клімат парку Абель-Тасман |
| Показник                  | Січ.                      | Лют.                      | Бер.                      | Квіт.                     | Трав.                     | Черв.                     | Лип.                      | Серп.                     | Вер.                      | Жовт.                     | Лист.                     | Груд.                     | Рік                       |
| Середній максимум, °C     | 20                        | 21,1                      | 18,9                      | 17,2                      | 13,9                      | 12,2                      | 11,1                      | 12,2                      | 13,9                      | 15                        | 17,2                      | 18,9                      | 16                        |
| Середня температура, °C   | 16,7                      | 17,2                      | 16,1                      | 13,9                      | 11,7                      | 9,4                       | 8,3                       | 8,9                       | 11,1                      | 12,2                      | 13,3                      | 15,6                      | 12,9                      |
| Середній мінімум, °C      | 12,8                      | 12,8                      | 12,8                      | 11,1                      | 8,9                       | 7,2                       | 6,1                       | 6,1                       | 7,8                       | 7,2                       | 10                        | 12,2                      | 9,6                       |
| Днів з опадами            | 7                         | 7                         | 8                         | 10                        | 12                        | 13                        | 14                        | 13                        | 11                        | 12                        | 10                        | 9                         | 126                       |
| ------------------------- | ------------------------- | ------------------------- | ------------------------- | ------------------------- | ------------------------- | ------------------------- | ------------------------- | ------------------------- | ------------------------- | ------------------------- | ------------------------- | ------------------------- | ------------------------- |
| Джерело: Weatherbase      |                           |                           |                           |                           |                           |                           |                           |                           |                           |                           |                           |                           |                           |

## Галерея

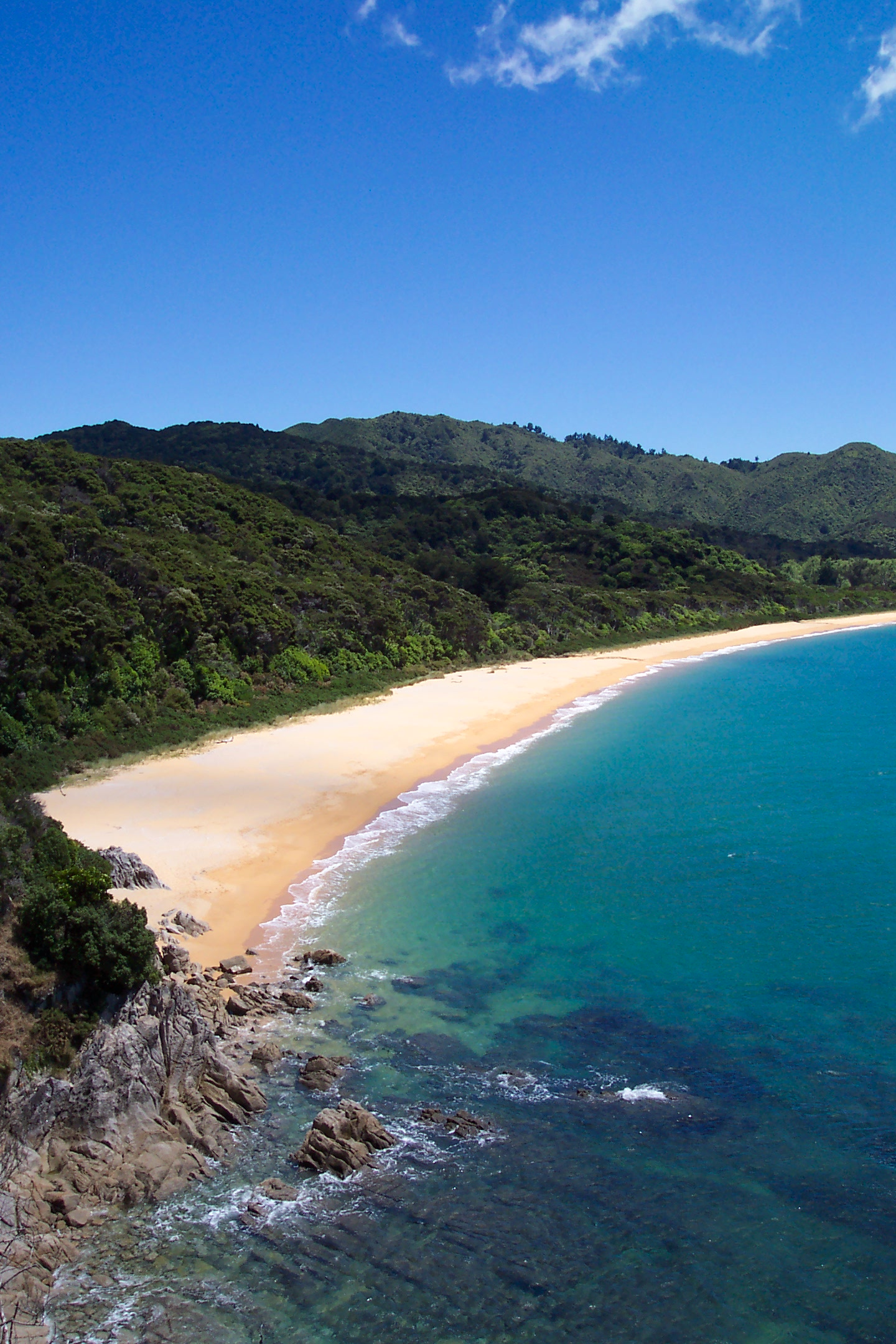
Тотарануї — пляж, протяжністю в один кілометр розташований Абель-Тасманії